# Alicja Sielezniewa
Alicja Sielezniewa – postać fikcyjna, bohaterka cyklu książek fantastycznych dla dzieci Kiryła Bułyczowa.
Alicja żyje w XXI wieku. Ma około 12 lat oraz szczęście do niesamowitych przygód: podróżuje w kosmosie, walczy z kosmicznymi piratami, nawiązuje przyjaźnie z istotami innych gatunków, podróżuje w czasie.
W październiku 2001 roku imieniem Alicji Sielezniewej ochrzczono aleję w moskiewskim parku Przyjaźń (Дружба). W Rosji, na cześć Alicji, ustanowiono także doroczną literacką nagrodę „Alicja” za najlepszą książkę fantastyczną dla dzieci.
Pierwowzorem bohaterki cyklu była córka autora, Alicja.

## Książki w Polsce
1. Podróże Alicji, Nasza Księgarnia 1978, seria Klub Siedmiu Przygód. W kolejnych tomach cyklu niniejszy nazywany jest Przygody Alicji, brak ISBN.
2. Było to za sto lat, Nasza Księgarnia 1983, ISBN 83-10-08272-X.
3. Milion przygód, Nasza Księgarnia 1985, ISBN 83-10-08708-X.
  - Nowe prace Heraklesa
  - Zagraniczna księżniczka
  - Wakacje na Penelopie
  - Szkatułka pirackiej mamy
4. Dziewczynka z przyszłości, Nasza Księgarnia 1988, seria CIP – Biblioteka Narodowa, ISBN 83-10-09306-3.
  - Dziewczynka, której nic się nie stanie (cykl opowiadań):
    - Zamiast przedmowy
    - Wybieram numer
    - Bronti
    - Tuteksowie
    - Nieśmiały Świszczak (opowiadanie było publikowane w czasopiśmie „Płomyk” pod tytułem Nieśmiały Szuksza)
    - O pewnym widziadle (opowiadanie było publikowane w czasopiśmie „Płomyk” pod tytułem O pewnym widmie)
    - Zaginieni goście
    - Nasz człowiek w przeszłości

  - Wyspa zardzewiałego lejtnanta (powieść)
  - Urodziny Alicji (powieść)
  - Więźniowie asteroidy (powieść)
5. Wakacje w kosmosie, Nasza Księgarnia 1991, seria CIP – Biblioteka Narodowa, ISBN 83-10-09582-1.

## Publikacje w ZSRR i Rosji

### Książki
- Алиса в Гусляре / Алиса в стране фантазий
- Алиса и Алисия
- Алиса и дракон
- Алиса и заколдованный король
- Алиса и крестоносцы
- Алиса и притворщики
- Алиса и сапфировый венец
- Алиса и чудовище
- Алиса на живой планете / Насморк и лопата
- Алиса на планете загадок
- Вампир Полумракс
- Война с лилипутами
- Гай-до (wyd. pol. w „Wakacje w kosmosie”)
- Город без памяти
- Гость в кувшине
- Девочка, с которой ничего не случится (wyd. pol. „Dziewczynka z przyszłości”)
- День рождения Алисы (wyd. pol. „Dziewczynka z przyszłości”)
- Дети динозавров
- Драконозавр
- Древние тайны
- Заповедник сказок
- Звёздный пёс
- Золотой медвежонок
- Излучатель доброты
- Козлик Иван Иванович
- Колдун и Снегурочка
- Конец Атлантиды
- Королева пиратов на планете сказок
- Лиловый шар
- Миллион приключений (wyd. pol. „Milion przygód”)
- Опасные сказки
- Пашка-троглодит
- Планета для тиранов
- Пленники астероида (wyd. pol. „Dziewczynka z przyszłości”)
- Подземная лодка
- Привидений не бывает
- Принцы в башне
- Путешествие Алисы / Три капитана (wyd. pol. „Podróże Alicji”)
- Ржавый фельдмаршал (wyd. pol. „Dziewczynka z przyszłości”)
- Секрет чёрного камня
- Сто лет тому вперёд (wyd. pol. w „Było to za sto lat”)
- Сыщик Алиса
- Узники «Ямагири-мару»
- Чулан Синей Бороды

### Opowiadania
- Алиса в Гусляре
- Вокруг света за три часа
- Второгодники
- Клад Наполеона
- Настоящее кино
- Разум для кота
- Уроды и красавцы
- Чудовище у родника
- Это вам не яблочный компот!
- Это ты, Алиса?
- Джинн в корабле

## Filmy
Na podstawie książek o przygodach Alicji zrealizowano szereg filmów:
- Alicja i tajemnica trzeciej planety – Тайна третьей планеты (1981)[3] – film rysunkowy produkcji rosyjskiej
- Goście z przyszłości – Гостья из будущего (1984)[4] – pięcioodcinkowy serial telewizyjny produkcji rosyjskiej, w roli Alicji wystąpiła Natasza Gusiewa (Наташа Гусева)
- Fioletowa kula – Лиловый шар (1987)[5] – film pełnometrażowy produkcji rosyjskiej, w roli Alicji ponownie Natasza Gusiewa
- Wyspa zardzewiałego generała – Остров ржавого генерала (1988)[6] – film pełnometrażowy produkcji rosyjskiej, w roli Alicji wystąpiła Katia Priżbilak (Катя Прижбиляк)
- Więźniowie «Yamagiri Maru» – Узники «Ямагири-мару» (1990)[7] – film kukiełkowy produkcji rosyjskiej
- Tajemnica trzech kapitanów – Záhada trí kapitánu (1990)[8] – trzyodcinkowy serial telewizyjny produkcji czeskiej, w roli Alicji (zwanej w filmie Alenką) wystąpiła Klára Jandová
- Urodziny Alicji – День рождения Алисы (2009)[9] – pełnometrażowy film rysunkowy produkcji rosyjskiej
- Приключения Алисы. Пленники трех планет[10] (w realizacji; na początku roku 2009 realizację wstrzymano na czas nieokreślony) – superprodukcja rosyjska z budżetem 10 milionów dolarów, w roli Alicji – Daria Mielnikowa (Дарья Мельникова).
- serial animowany „Алиса знает, что делать!”[11][12] (2013–)